# D'Jamin Bartlett
D'Jamin Bartlett (New York, 21 maggio 1948) è un'attrice e cantante statunitense.

## Biografia
Bartlett ha studiato  all'Accademia americana di arti drammatiche (American Academy of Dramatic Arts), prima di debuttare sulle scene nel 1971 a Washington nel musical Godspell. Il regista Harold Prince la invitò per un provino per il musical di Stephen Sondheim A Little Night Music; l'audizione ebbe successo e Bartlett rimpiazzò Garn Stephens nel ruolo di Petra nel periodo di rodaggio del musical a Boston. Nel febbraio 1973 l'attrice debuttò a Broadway con A Little Night Music e per la sua interpretazione vinse il Drama Desk Award alla migliore debuttante. Nel 1975 tornò per l'ultima volta a Broadway, in cui recitò nel musical Boccaccio.
Successivamente ha ricoperto ruoli di rilievo in tour nazionali e produzioni regionali negli Stati Uniti d'America e nel 1977 interpretò nuovamente Petra in una tournée di A Little Night Music con Jean Simmons. Nello stesso anno interpretò Eliza in My Fair Lady e Fastrada in Pippin, mentre nel 1979 interpretò la protagonista Sally in Cabaret.